# Jezioro Szczucze
Jezioro Szczucze – jezioro na Równinie Gryfickiej, w Golczewie, w powiecie kamieńskim, w woj. zachodniopomorskim. Powierzchnia jeziora wynosi 33,68 ha, jego średnia głębokość – 4,6 m, a maksymalna głębokość – 8,7 m.

## Położenie
Lustro wody znajduje się na wysokości 7,8 m n.p.m. Jezioro położone jest w górnej części rynny rzeki Niemicy, która z niego wypływa w kierunku Jeziora Okoniego. Jezioro Szczucze jest jeziorem rynnowym zasilanym niewielkimi ciekami dopływającymi w północno-wschodniej części. Linia brzegowa jest wyrównana, brzegi północne i południowe są podmokłe. Na przesmyku pomiędzy dwoma jeziorami wieża dawnego Zamku Biskupów Kamieńskich.
Jezioro Szczucze znajduje się w granicach administracyjnych miasta Golczewo. Pełni ono funkcję rekreacyjną. W północno-wschodniej części znajduje się kąpielisko miejskie, zagospodarowana plaża oraz Promenada X-lecia. Zachodni i południowy brzeg jest zalesiony z punktowymi dojściami do wody. 

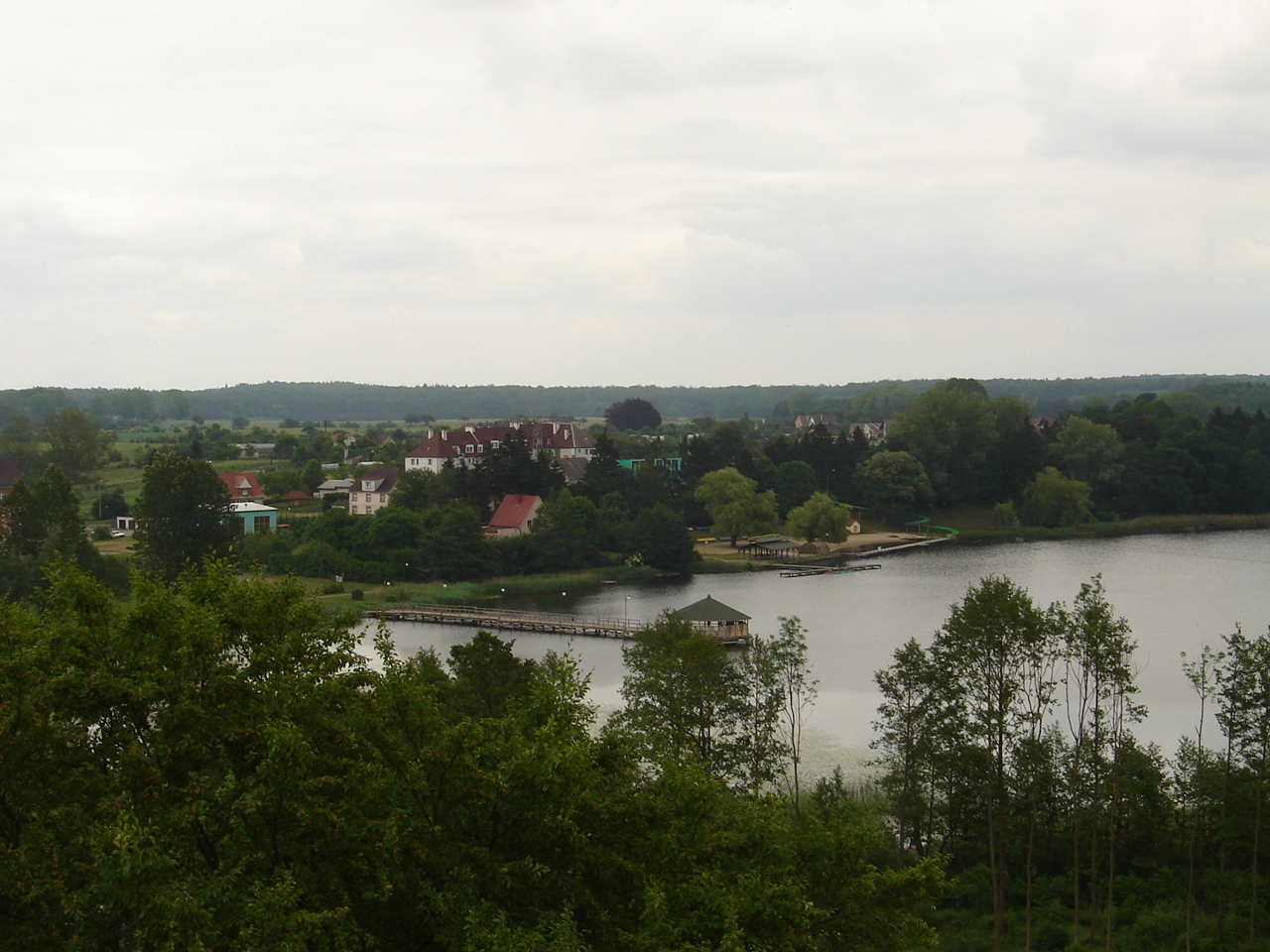
Widok na jezioro

Nad Jeziorem Szczuczym znajduje się strzeżona plaża ze zjeżdżalnią wodną, wypożyczalnią sprzętu pływającego, mały amfiteatr, podświetlane fontanny tryskające z lustra wody. W 2004 roku oddano do użytku molo spacerowe o długości 70 m. Teren wokół jeziora został zagospodarowany – znajdują się tu chodnik, wiaty, pomosty. W północno-zachodniej oraz wschodniej części za promenadą są utworzone prywatne stawy.
Nazwa Jezioro Szczucze funkcjonuje od 1949 roku, kiedy to została zmieniona z poprzedniej niemieckiej nazwy Ober See.

## Przyroda
Nad południowym brzegiem znajduje się zespół przyrodniczo-krajobrazowy "Las Golczewski", charakteryzujący się wielogatunkowością drzewostanu. Na stromym wzgórzu nad Jeziorem Szczuczym rośnie około 140-letni drzewostan sosnowy z drugim piętrem bukowym, urozmaicony licznymi źródliskami, potokami wypływającymi z urwiska. 
Na polu biwakowym nad Jeziorem Szczuczym (działka nr 132/4, oddział 133 Leśnictwa Golczewo) rośnie dąb szypułkowy o obwodzie 410 cm, który został uznany za pomnik przyrody.

## Szlaki turystyczne
Jezioro można obejść dookoła  "Szlakiem "Doliną Niemicy" (4,5 km; całkowita długość szlaku 17,5 km), lub częściowo od wschodu i południa (wspólnie z żółtym)  "Szlakiem przez "Las Golczewski" (2 km; całkowita długość szlaku 15,5 km).

## Źródła internetowe
- Mapa Golczewa z zaznaczonym jeziorem. [dostęp 2008-12-05]. (pol.).